# Tityobuthus parrilloi
Espèce
Tityobuthus parrilloi est une espèce de scorpions de la famille des Ananteridae.

## Distribution
Cette espèce est endémique de la région de Haute Matsiatra à Madagascar. Elle se rencontre vers Ambalavao.

## Systématique et taxinomie
Cette espèce a été décrite par Lourenço en 1996.

## Étymologie
Cette espèce est nommée en l'honneur de Philip Parrillo.

## Publication originale
- Lourenço, 1996 : « Scorpions (Chelicerata, Scorpiones). » Faune de Madagascar, vol. 87, p. 1-102.